# إيلي ستيرنبيرغ
إيلي ستيرنبيرغ (بالألمانية: Eli Sternberg؛ بالإنجليزية: Eli Sternberg) هو مهندس وأستاذ جامعي نمساوي وأمريكي، ولد في 13 نوفمبر 1917 في فيينا في النمسا، وتوفي في 8 أكتوبر 1988.